# ارل بمبر
ارل اندرسون بمبر (زاده ۹ ژوئیه ۱۹۹۰) یک راننده مسابقه حرفه ای اهل نیوزیلند و مالک تیم مسابقه است که در حال حاضر در مسابقات جهانی استقامتی برای تیم کادیلاک ریسینگ مسابقه می‌دهد. او همچنین راننده کارخانه‌ای کوروت ریسینگ است او در گذشته این عنوان را در کارخانه پورشه داشته است.